# Bancoumana
Bancoumana est une localité et une commune rurale du Mali, chef-lieu d'arrondissement dans le Cercle de Siby et la région de Koulikoro. 

## Géographie
Elle est située entre Bko et Kangaba.

## Histoire
En 1965-1967, le B.D.P.A. sur financement de la Caisse Centrale de Coopération économique (France) a développé au sein du village l'agriculture familiale, en opposition avec la collectivisation envisagée par Modibo Keïta, influencé par les Chinois. Le technicien local, M. Lafarie, a ensuite poursuivi une carrière aux Seychelles. Le chef de mission, Jean Meunier, est ensuite allé à Cuba.
Lors de la réforme administrative de 2023, la commune appartenant au cercle de Kati et la région de Koulikoro, la localité est érigée en chef-lieu d'arrondissement dans le cercle de Siby.

## Villages

Carte communale

La commune s'étend sur 14 localités relevées lors du recensement général de 2009. 
Les villages les plus peuplés sont :
- Bancoumana (7 698 habitants)
- Niamé (3 023 habitants)
- Samako (2 423 habitants)

## Personnalités nées à Bancoumana
- Yamoussa Camara, homme politique

Abdoulaye Diakite dit Benson homme de culture
Sina Sinayoko dit Mande Sina homme de culture Djoko Camara dit Mande Djoko commerçant  matériels de couture et Bazin tissus 